# Мирослав Башић Палковић
Мирослав Башић Палковић (Суботица, 12. април 1978) је српски преводилац буњевачког порекла. Познат је по својим изузетним преводима фантастичне књижевности са енглеског језика, посебно омладинске књижевности. Пореклом је из Суботице где живи и ради.

## Каријера
Завршио је Гимназију „Светозар Марковић” у Суботици и студије енглеског језика на Универзитету у Новом Саду. Превео је скоро осамдесет наслова и разне писце фантастике попут Ентонија Рајана, Викторије Ејвард, Џеја Кристофа, Пирса Брауна, Касандре Клер, Шарлејн Харис и многе друге писце за тинејџере. Један од најхваљенијих његових превода је фантастична трилогија инспирисана средњовековном Русијом Медвед и славуј Кетрин Арден. Такође пише приказе и критике књига за разне издаваче. Под псеудонимом Дезмонд постује блог на енглеском о филмској уметности Hollywood spy.